# Bill Richardson

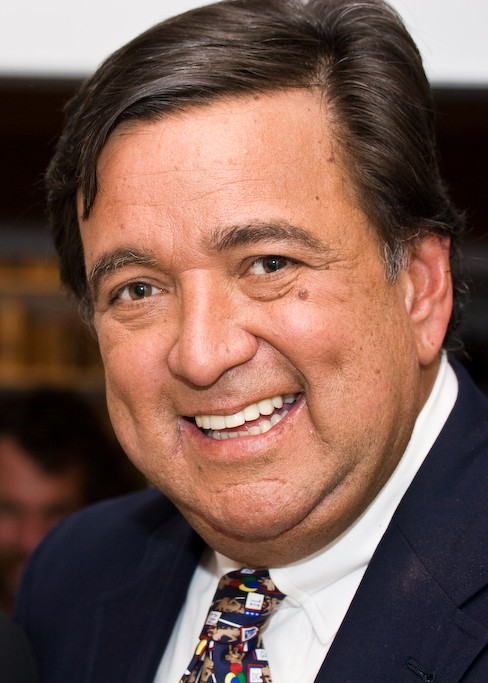
Bill Richardson

William Blaine („Bill“) Richardson (* 15. November 1947 in Pasadena, Kalifornien; † 1. September 2023 in Chatham, Massachusetts) war ein US-amerikanischer Politiker (Demokratische Partei) und von 2003 bis 2011 Gouverneur des Bundesstaates New Mexico. Er war Bewerber der Demokraten um die Präsidentschaftskandidatur seiner Partei bei der Präsidentschaftswahl 2008, bis er seine Kandidatur am 10. Januar 2008 zurückzog.

## Leben und Wirken
Richardsons Mutter war Mexikanerin, sein Vater ein amerikanischer Geschäftsmann. Bis zu seinem 13. Lebensjahr hat er seine Kindheit in Mexiko-Stadt verbracht.
Unter der Präsidentschaft von Bill Clinton war er Energieminister (1998–2000) und Botschafter bei den Vereinten Nationen (1997–1998). Davor war er für sieben Wahlperioden Mitglied des US-Repräsentantenhauses. Unter der Clinton-Regierung hat er die USA in zahlreichen Missionen außenpolitisch vertreten, z. B. bei der erfolgreichen Freilassung von US-Gefangenen im Irak im Juli 1995 sowie der Ausreise von drei inhaftierten kubanischen Dissidenten in die USA im Februar 1996. Richardson war Vorsitzender des Gouverneursclubs der Demokratischen Partei und damit neben dem Vorsitzenden des Democratic National Committee, dem höchsten Organ der Partei, der damals höchste Funktionär der Demokraten in den USA.
Im Präsidentschaftswahlkampf 2004 unterstützte er Senator John Kerry. Sowohl bei John Kerry als auch bei seinem Vorgängerkandidaten Al Gore (Präsidentschaftswahl 2000) wurde in den Medien verbreitet, dass Richardson auf der Liste möglicher Vizepräsidentschaftskandidaten weit oben stünde. Im September 2006 erreichte er die Freilassung des US-Journalisten und Pulitzerpreisgewinners Paul Salopek und zwei weiterer Geiseln, die im Sudan gefangen gehalten wurden.
Im September 2023 starb Richardson im Alter von 75 Jahren.

### Gouverneur von New Mexico
Im November 2002 schlug er den republikanischen Kandidaten John Sanchez im Kampf um den Gouverneursposten in New Mexico und gewann den Staat wieder für die Demokraten zurück. Er folgte dem republikanischen Gouverneur Gary E. Johnson nach und wurde zum damals einzigen Gouverneur der USA, der der Bevölkerungsgruppe der Hispanics (Latinos) angehörte, gewählt. 2006 wurde er mit 68 Prozent der Stimmen gegen den republikanischen Herausforderer John Dendahl wiedergewählt. Im März 2009 unterschrieb Richardson einen Gesetzentwurf zur Abschaffung der Todesstrafe und deren Umwandlung in eine lebenslange Haftstrafe ohne Möglichkeit der Entlassung auf Bewährung. New Mexico wurde hierdurch zum 15. US-Bundesstaat ohne Todesstrafe.
Da die Verfassung New Mexicos eine dritte Amtszeit eines Gouverneurs untersagt, konnte Richardson im Jahr 2010 nicht noch einmal kandidieren. Seine Vizegouverneurin Diane Denish bewarb sich um seine Nachfolge, unterlag aber der Republikanerin Susana Martinez, die Richardson am 1. Januar 2011 ablöste.

### Präsidentschaftskandidatur

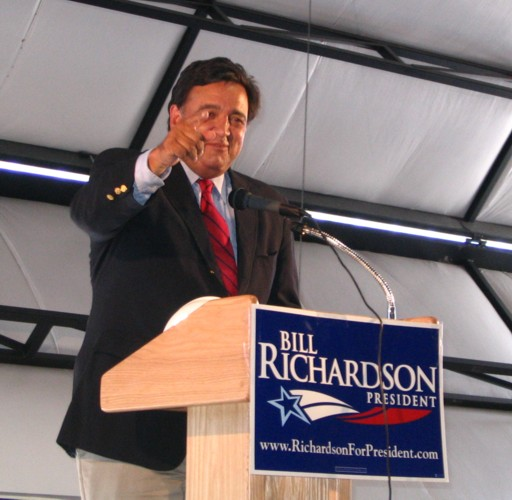
Bill Richardson während seines Präsidentschaftswahlkampfes (2007)

Am 21. Januar 2007 gab Richardson seine Absicht bekannt, sich um die Präsidentschaftskandidatur der Demokratischen Partei bei der Wahl 2008 zu bewerben. Im Mai 2007 erklärte er seine Kandidatur offiziell.
Beim Wintertreffen der Parteiführung der Demokraten im Januar 2007 forderte er einen Abzug der amerikanischen Truppen bis zum Ende des Jahres 2007 aus dem Irak. Am 10. Januar 2008 trat Richardson aufgrund seines mäßigen Abschneidens bei den Vorwahlen in Iowa und New Hampshire von seiner Bewerbung zurück. Ende März 2008 gab er seine Unterstützung für den US-Präsidentschaftskandidaten Barack Obama bekannt.

### Verzicht auf Ministeramt
Am 3. Dezember 2008 kündigte der designierte US-Präsident Obama an, dass er Richardson als neuen Handelsminister ernennen wolle. Am 4. Januar 2009 lehnte Richardson diese Nominierung jedoch ab. Er begründete dies mit einem laufenden Ermittlungsverfahren wegen Korruption gegen ihn. Der Verdacht sei zwar unbegründet, aber das Verfahren gefährde die Bestätigung als Minister durch den Kongress, die für eine offizielle Ernennung nötig ist. Angesichts der schwierigen wirtschaftlichen Lage könne er nicht guten Gewissens um eine solche Verzögerung bitten. Der designierte Präsident akzeptierte die Entscheidung. An Richardsons Stelle nominierte Obama den republikanischen Senator Judd Gregg (New Hampshire), der zunächst akzeptierte, dann aber nach kurzer Bedenkzeit ebenfalls auf das Amt verzichtete, welches letztlich an den Demokraten Gary Locke, den ehemaligen Gouverneur von Washington, ging.